# Euaspis polynesia
Euaspis polynesia är en biart som beskrevs av Joseph Vachal 1903. Euaspis polynesia ingår i släktet Euaspis och familjen buksamlarbin. Inga underarter finns listade i Catalogue of Life.